# Déborah Ortschitt
Déborah Ortschitt (Mulhouse, 10 giugno 1987) è una pallavolista francese.
Gioca nel ruolo di libero nel Le Cannet.

## Carriera
Déborah Ortschitt inizia la propria carriera militando per diversi anni in alcune formazioni giovanili, come dal 1997 al 2001 nel Volley-ball Ottmarsheim, dal 2001 al 2002 nello SREG Mulhouse Volley-ball, dal 2002 al 2004 nel Saint-Louis Volley-Ball e dal 2004 al 2005 nel Volleyball Club Kingersheim.
La carriera da professionista comincia nella stagione 2005-06 quando viene ingaggiata dall'ASPTT Mulhouse, militante in Pro A: nel club del suo paese natale resta per otto stagioni; nel 2008 ottiene anche le prime convocazioni nella nazionale francese.
Nella stagione 2013-14 passa al Racing Club de Cannes, dove resta per quattro stagioni e con cui vince due Coppe di Francia e due scudetti. Nell'annata 2017-18 si accasa al Le Cannet, sempre in Ligue A.

## Palmarès

### Club
- Campionato francese: 2

2013-14, 2014-15
- Coppa di Francia: 2

2013-14, 2015-16

### Premi individuali
- 2008 - Pro A: Miglior ricevitrice